# Rukopis

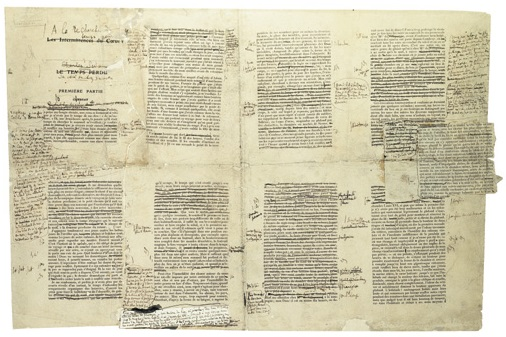
Ukázka z Proustova rukopisu Hledání ztraceného času.

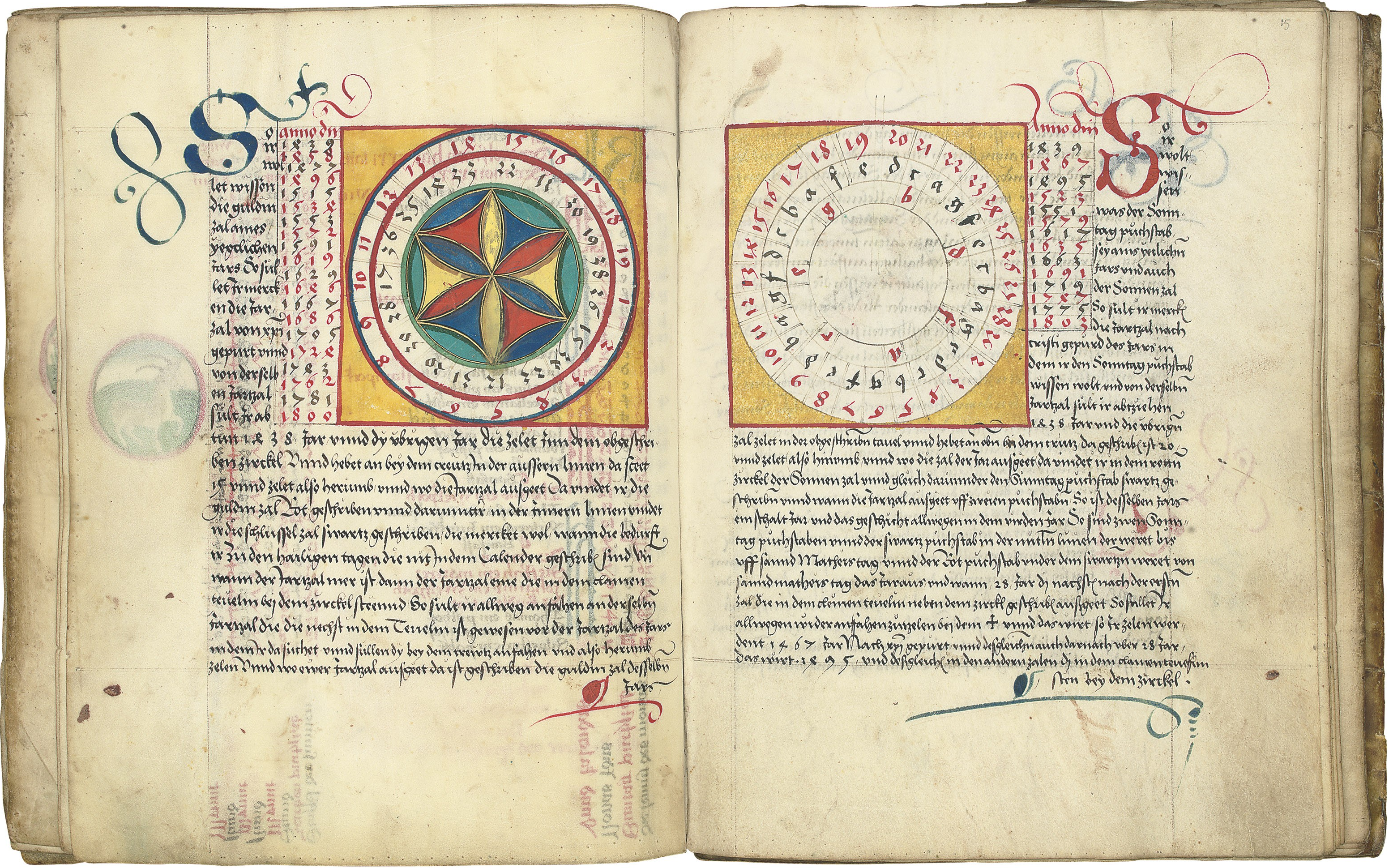
Iluminovaný rukopis (1496)

Rukopis (též manuskript) je v knihovnictví jakýkoliv dokument psaný rukou, tedy nikoliv vytištěný nebo reprodukovaný jiným způsobem. Termín může označovat také sdělení, které je zaznamenané rukou jinak než psaním, například nápisy vydlabané na tvrdém materiálu, nebo vyryté v omítce, stiletem ve voskové destičce či klínové písmo vytvořené ostrým rydlem na ploché destičce z nepálené hlíny. Výraz manuskript je odvozen z latinského manu scriptus neboli napsáno rukou.
V souvislosti s nakladatelskou praxí nebo akademickou sférou označuje rukopis text odevzdaný vydavateli či tiskaři za účelem přípravy publikace, dodaný obvykle ve formě textového souboru nebo vytištěný na počítačové tiskárně, tedy kopie. V minulosti byl rukopis psán ručně (odtud název) nebo na psacím stroji.
Rukopisy významných osobností jsou také předmětem sběratelství a označují se jako autograf.

## Vývoj
Původně měly všechny knihy podobu rukopisu. Od 7. století se v Číně a později i v jiných částech východní Asie používaly pro tisk knih dřevěné špalíčky. Nejstarším příkladem je tzv. Diamantová sútra z roku 868. V islámském světě a na Západě byly všechny knihy ve formě rukopisu až do vynálezu knihtisku v polovině 15. století. Nejméně ještě sto let pak byly knihy nadále reprodukovány ručně, především z reprezentativních důvodů.
Soukromé i státní dokumenty byly stále psány rukou, dokud nebyl koncem 19. století vynalezen psací stroj.

## Kodikologie
Historickými středověkými rukopisy (kodexy) se zabývá věda kodikologie. V jejím užším slova smyslu je rukopis literární dílo psané inkoustem a podobnými barvami na papyrus, pergamen nebo papír, kde text může být doprovázen barevnými vyobrazeními (iluminované rukopisy).